# Susanna di Roma
Susanna (280 – Roma, 11 agosto 294) è stata una martire cristiana, venerata come santa dalla Chiesa cattolica.

## Agiografia
Poco si conosce sulla vita e sul martirio di questa santa. 
La leggendaria Passio di santa Susanna, redatta nel VI secolo, che ne descrive il martirio, la vorrebbe parente sia dell'imperatore Diocleziano e sia di papa Caio. 
Nel 294 Diocleziano avrebbe ordinato la decapitazione di sua nipote Susanna, perché fervente cristiana e perché aveva rifiutato di rompere il suo voto di castità e di andare sposa a Massimiliano Galerio, suo figlio adottivo. La condanna fu eseguita l'11 agosto di quell'anno nella stessa casa della martire. Papa Caio, che abitava accanto, ne iniziò la commemorazione liturgica e dichiarò la casa di Susanna titolo stazionario (da Enciclopedia Cattolica, Città del Vaticano, 1949).

## Culto
Serena, moglie dello stesso Imperatore, anch'ella cristiana, fece trasportare il corpo della nipote nelle catacombe di Santa Felicita, raccolse il sangue della martire e non soltanto lo conservò quale preziosa reliquia, ma suggerì agli altri cristiani la devozione verso questa santa martire. 
Papa Caio diede inizio al culto di santa Susanna all'alba del giorno successivo alla decapitazione, celebrando la messa sul luogo del martirio. Susanna fu associata nel culto a papa Caio, perché il titulus, o chiesa titolare dedicato al pontefice, fu connesso al culto della santa nipote. Il Liber Pontificalis ricorda inoltre, come martire, anche suo padre Gabinio, che spesso è associato a papa Caio (identificato come suo fratello) nel culto alla santa. 
Il Martyrologium Hieronymianum la colloca all'11 agosto. 
Dal 595 a Roma vi è una chiesa a lei dedicata ed è patrona e protettrice di Torre Santa Susanna, in provincia di Brindisi, nella diocesi di Oria, dove il culto ha radici profonde e secolari, da collocare nel periodo in cui i soldati romani custodivano il Castello e le torri già esistenti in tale paese sin dal 294, anno della morte di Susanna, e per mantenere vivo il suo ricordo posero l'immagine della santa in una torre e la dipinsero in un affresco nell'antica chiesa. Il suo culto a Torre Santa Susanna è tuttora forte e sentito, tanto da vantare un'antica statua lignea in mezzo busto, varie reliquie, un'antica tela raffigurante la Vergine Maria Assunta tra i santi Nicola e Susanna, custodite nella Chiesa Matrice, e un obelisco (Colonna di Santa Susanna), collocato al centro del paese, alto circa 12 metri in tufo locale, mentre la statua della santa in pietra leccese posta su di esso, è alta circa 2 metri e mezzo. L'obelisco fu eretto nel 1837 per volere dei cittadini Torresi, dopo essere scampati ad una epidemia di colera che aveva decimato le popolazioni dei paesi limitrofi.